# Cololejeunea zantenorum
Cololejeunea zantenorum là một loài Rêu trong họ Lejeuneaceae. Loài này được Pócs mô tả khoa học đầu tiên năm 2011.